# Pulsatrix koeniswaldiana
Il gufo dai sopraccigli fulvi o gufo cigliafulve (Pulsatrix koeniswaldiana Bertoni & Bertoni, 1901) è un uccello rapace della famiglia Strigidae, presente in Argentina, Brasile e Paraguay.